# Aitor Cantalapiedra
Aitor Cantalapiedra Fernández, spelend onder de voetbalnaam Aitor (Barcelona, 10 februari 1996), is een Spaanse voetballer. Hij speelt als vleugelspeler en staat sinds 2020 onder contract bij Panathinaikos FC.

## Spelerscarrière
Aitor begon op vijfjarige leeftijd met clubvoetbal bij EF Pont Marina uit Barcelona. Via de jeugdelftallen van RCD Espanyol, UE Sant Andreu, CF Damm en UE Cornellà kwam de aanvaller in 2014 bij de Juvenil A van FC Barcelona. In 2015 werd hij overgeheveld naar FC Barcelona B. Cantalapiedra maakte op 28 oktober 2015 zijn debuut voor het eerste elftal. Hij viel in de bekerwedstrijd tegen CF Villanovense in voor Wilfrid Kaptoum. In januari 2016 vertrok Cantalapiedra naar Villarreal CF, waar hij in het tweede elftal ging spelen. In seizoen 2017/18 kwam hij uit voor Sevilla Atlético.
In juli 2018 tekende hij een tweejarig contract bij het Nederlandse FC Twente, dat het seizoen daarvoor was gedegradeerd naar de Eerste divisie.
In 2019 werd hij kampioen van de eerste divisie met FC Twente, en werd daarbij ook speler van het jaar.

## Statistieken
| Seizoen         | Club             | Competitie         | Competitie | Competitie | Beker | Beker | Supercup | Supercup | Europa | Europa | Totaal | Totaal |
| Seizoen         | Club             | Competitie         | Wed.       | Dlp.       | Wed.  | Dlp.  | Wed.     | Dlp.     | Wed.   | Dlp.   | Wed.   | Dlp.   |
| --------------- | ---------------- | ------------------ | ---------- | ---------- | ----- | ----- | -------- | -------- | ------ | ------ | ------ | ------ |
| 2015/16         | FC Barcelona B   | Segunda División A | 17         | 4          | 0     | 0     | —        | —        | —      | —      | 17     | 4      |
| 2015/16         | FC Barcelona     | Primera División   | 0          | 0          | 2     | 0     | 0        | 0        | 0      | 0      | 2      | 0      |
| 2016/17         | Villarreal CF B  | Segunda División A | 47         | 2          | 0     | 0     | —        | —        | —      | —      | 47     | 2      |
| 2016/17         | Villarreal CF    | Primera División   | 1          | 0          | 0     | 0     | 0        | 0        | 0      | 0      | 1      | 0      |
| 2017/18         | Sevilla B        | Segunda División A | 11         | 0          | 0     | 0     | —        | —        | —      | —      | 11     | 0      |
| 2018/19         | FC Twente        | Eerste divisie     | 35         | 13         | 4     | 3     | —        | —        | —      | —      | 39     | 16     |
| 2019/20         | FC Twente        | Eredivisie         | 21         | 7          | 1     | 1     | —        | —        | —      | —      | 22     | 8      |
| 2020/21         | Panathinaikos FC | Super League 1     | 22         | 3          | 2     | 0     | 0        | 0        | 0      | 0      | 24     | 3      |
| 2021/22         | Panathinaikos FC | Super League 1     | 26         | 7          | 5     | 1     | 0        | 0        | 0      | 0      | 31     | 8      |
| Carrière totaal | Carrière totaal  | Carrière totaal    | 180        | 36         | 14    | 5     | 0        | 0        | 0      | 0      | 194    | 41     |

## Erelijst
| Eerste divisie | 1 | 2018/19 |